# Diógenes Domínguez
Diógenes Domínguez (né au Paraguay en 1902 et mort à une date inconnue) était un joueur de football paraguayen international, qui jouait au poste d'attaquant.

## Biographie
Il est sélectionné à la coupe du monde 1930 en Uruguay, où les Paraguayens tombent dans le groupe D avec les États-Unis et la Belgique. Ils finissent à la deuxième place de ce dernier groupe et ne passent pas le premier tour. Domínguez ne joue que le match contre les Américains.
Il a également participé à la Copa América 1925, la Copa América 1926 et la Copa América 1929.
Il jouait quant à lui dans le championnat paraguayen comme tous ses coéquipiers du mondial. Il a évolué durant sa carrière au Club Sportivo Luqueño.